# Johnny Cash at Madison Square Garden
Johnny Cash at Madison Square Garden je koncertni album Johnnyja Casha snimljen u prosincu 1969. u Madison Square Gardenu u New Yorku, ali koji nije objavljen sve do 2002.
CD je snimljen samo četiri mjeseca nakon objavljivanja albuma At San Quentin, što je vjerojatno i razlog zašto nije objavljen odmah nakon snimanja. Kao i na svim sličnim Cashovim nastupima uživo iz tog razdoblja, pratio ga je njegov sastav Tennessee Three, koji su činili W.S. Holland, Marshall Grant i Bob Wooton. Cashu su se na pozornici pridružili i Stratler Brothers, Carl Perkins i Carter Family. Na koncertu nije bila prisutna njegova žena June Carter Cash, koja je bila trudna s njihovim sinom Johnom Carterom Cashom.
Kao i na većini Cashovih koncerata, pjesme su obuhvaćale žanrove countryja i rockabillyja, pa čak i folk rock. Slićno albumu At San Quentin, i na ovom su nekoliko pjesama izveli Perkins, Stratler Brothers i Carteri dok je Cash bio iza kulisa. Cash je usto tijekom ovog nastupa predstavio i svog oca Raya i Shela Silversteina, koji je napisao Cashov najveći pop hit, "A Boy Named Sue".

## Popis pjesama
1. "Big River" (J. Cash) – 2:21
2. "I Still Miss Someone" (Cash, Roy Cash, Jr.) – 1:37
3. "Five Feet High and Rising" (Cash) – 2:52
4. "Pickin' Time" (Cash) – 2:36
5. "Remember the Alamo" (Jane Bowers) – 2:48
6. "Last Night I Had the Strangest Dream" (Ed McCurdy) – 3:04
7. "Wreck of the Old 97" (Aranžirali Cash, Norman George Blake, Robert Johnson) – 2:14
8. "The Long Black Veil" (Danny Dill, Marijohn Wilkin) – 3:01
9. "The Wall" (Harlan Howard) – 1:09
10. "Send a Picture of Mother" (Cash) – 2:36
11. "Folsom Prison Blues" (Cash) – 3:35
12. "Blue Suede Shoes" (C. Perkins) – 3:13 (Carl Perkins)
13. "Flowers on the Wall" (L. DeWitt) – 2:32 (The Statler Brothers)
14. "Wildwood Flower" (A.P. Carter) – 3:45 (The Carter Family)
15. "Worried Man Blues" (A.P. Carter) – 1:40 (The Carter Family)
16. "A Boy Named Sue" (Shel Silverstein) – 4:25
17. "Cocaine Blues" (T.J. Arnall) – 1:57
18. "Jesus was a Carpenter" (C. Wren) – 3:40
19. "The Ballad of Ira Hayes" (Pete LaFarge) – 3:11
20. "As Long as the Grass Shall Grow" (LaFarge) – 3:50
21. "Sing a Traveling Song" (K. Jones) – 3:30
22. "He Turned the Water into Wine" (Cash) – 3:16
23. "Were You There (When They Crucifed My Lord)" (Tradicionalna, aranžirao Cash) – 4:16
24. "Daddy Sang Bass" (Carl Perkins) – 2:15
25. "Finale Medley" – 4:45:
  1. "Do What You Do, Do Well" (N. Miller) (Tommy Cash & Johnny Cash)
  2. "I Walk the Line" (Cash) (The Carter Family)
  3. "Ring of Fire" (Cash, M. Kilgore) (The Statler Brothers)
  4. "Folsom Prison Blues" (Cash) (Carl Perkins)
  5. "The Rebel - Johnny Yuma" (R. Markowitz, A. Fenady)
  6. "Folsom Prison Blues" (Cash)
26. "Suppertime" (I. F. Stanphill) – 2:55

## Izvođači
- Johnny Cash - vokali, gitara
- Carter Family - vokali
- Carl Perkins - električna gitara
- Marshall Grant - bas
- W.S. Holland - bubnjevi
- Bob Wootton - električna gitara
- The Statler Brothers - vokali